# 玉置マリア
玉置 マリア（たまき まりあ、1970年10月15日 - ）は、日本の元AV女優。

## 略歴・人物
2005年にデビューした熟女系のAV女優である。

## 出演作品

### アダルトビデオ
2005年
- この熟女いやらしい! こんなにいいなんてッもっと私を狂わせて! 忘れていた快感に酔いしれる女たち（8月31日、アテナ映像）他出演:朝河美沙、夏樹さとみ、市村美和
- 色っぽい奥さんやなぁ～ 9 Fカップを揺らして潮まで吹いて…（9月6日、コロナ社）[1]
- 初脱ぎ熟女 32 恥ずかしながら（9月10日、クリスタル映像）他出演:小島小夜子、春菜あやめ、沼田さわこ、浅倉麻耶、杉崎美智流
- リアルドキュメント 調教旅行 24時 美乳妻まりあ（9月13日、隼エージェンシー）[1]
- 奥様欲情日記 お義兄さんやめて、さわらないでッ でもオナニーだけじゃ体の疼きはおさまらないでしょ（9月22日、アテナ映像）他出演:安佐神しおり、水沙和みづほ、森野雫
- 艶熟*女ざかり（9月30日、ゴリラプロジェクト）他出演:岡田裕美
- 昼さがりの団地妻 5（10月31日、ステージメディア）他出演:上原響、三田村夕希
- 嫁姑 レズバトル（11月15日、アレックス）共演:柳井ちはる
- たまげた奥さんやな～!犯されてんのに潮を吹いとるで～ 3（11月21日、コロナ社）他出演:田沼冴子
- 肉体労働の女 8（12月9日、メディアバンク）他出演:菊原まどか、北乃うらん
- 女教師だってガマンできない DX6（12月20日、ステージメディア）他出演:愛、上原響、加藤れいな
- 俺がイカせ屋だ!! 舐めダルマ面接 File.03（12月22日、アルファーインターナショナル）他出演:ありさ、神山優希、愛みこ、青木礼子
- ミセス東京デート 16（12月24日、ステージメディア）他出演:愛川京香、鈴木琳茄、冴木ゆず、三田村夕希、上原響、桜川恋、仲居かすみ、田辺美久

2006年
- 強制レイプマニアックス 8（1月13日、メディアバンク）他出演:北乃うらん、羽生めい、柊杏奈、東宮寺爽、菊原まどか
- 淫乱!! 人妻歯科医中出し（1月20日、ドリームステージエンタテインメント）[1]
- 義母さんがアソコを舐めてきて 僕…もうガマンできない（1月25日、ビッグモーカル）他出演:南悦子、山田あかね、久保忍
- スーパー野外露出 電話BOXで電動マッサージ器攻撃（1月27日、タイガーマイスター）他出演:高嶋ゆうこ、菅野亜梨沙、畑野れん、片平恭子
- お姉さんのランジェリ～ 15（1月31日、ステージメディア）他出演:加藤れいな、園見恵里香、美波愛、遠山さくら
- 背徳愉悦 近親相姦（2月2日、桃太郎映像出版）…他出演:高原沙恵
- 第1回 最強痴女決定戦 C-1 GRAND PRIX（2月3日、アルファーインターナショナル）…共演:桜田さくら、桃瀬彩、高島奈央、岡野美奈、三代目葵マリー、神山優希、福下美緒、笠原ひとみ
- 僕のおばさん中出し（2月15日、ドリームステージエンタテインメント）[1]
- 浴衣美人妻（2月25日、APA）他出演:さとみ、しおり
- 人妻争奪Wデート（3月3日、グローリークエスト）
- 人妻楽園 Pleasure Love Affair.01（3月31日、グラフィス）他出演:澤よし乃　※「玉置マリ」名義
- にっぽんのエロばなし 夜這い（3月31日、マックス・エー）他出演:鈴木美帆、白川なつみ
- ニンフォマニア 熟女未満（4月1日、ワンズファクトリー）[1]
- 母姦中出し SHOUWA（4月20日、タカラ映像）[1]
- 人妻はソレをガマンできない（4月28日、マックス・エー）他出演:酒井ちなみ、森下理音、白鳥るり、南ちづる、麻倉みお、白川なつみ
- 第1回 お色気ムンムン ソフト・オン・デマンド専属MC（司会者）発掘オーディション!!（5月18日、SODクリエイト）共演:早乙女みなき、ミュウ、日高ゆりあ、小林かすみ、美咲ゆりあ、倖田李梨、山口真理、瀬名えみり、北崎未来
- ザ・喪服エレジー DX 美人三姉妹（6月9日、東京音光）共演:加賀雅、池田こずえ
- 三十路の女 初脱ぎ記念日 4（6月16日、ルミナス企画）他出演:小島小夜子、春菜あやめ、浅倉麻耶、あずま樹、沼田さわこ、高嶋ゆうこ、横田美里、吉野さくら、倉元静香
- 気狂い熟女の大きな尻に埋もれて 07（7月4日、幻奇）
- 夫の喪中に義妹に抱かれた私（7月7日、東京音光）共演:加賀雅、池田こずえ
- 妻とはできない「あんなこと」 こんなコトではいけないスペシャル（8月25日、マックス・エー）他出演:中島瀬里奈、井川ななこ、酒井ちなみ、立花瞳 他
- 巨乳マダムズ健康診断（9月19日、CROSS）共演:鈴木琳茄、海野歩、井上晴美、小坂亜美、杉本美優、福山洋子、吉岡ルリ
- 月刊 玉置マリア（12月30日、ゲインコーポレーション）[1]

2007年
- 東京セレブ 04 匂い漂う艶女8人（7月21日、ステージメディア）他出演:高倉梨奈、小沢志乃、上松ゆり、たまき、あいら樹里

他